# Jean Haust

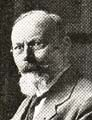
Jean Haust

Jean Haust (Verviers, 10 februari 1868 - Luik, 23 november 1946) was een Belgisch taalkundige, etymoloog en dialectoloog. Hij was hoogleraar aan de Universiteit van Luik en werd vooral bekend vanwege de publicatie van een aantal Luikse dialectwoordenboeken.

## Levensloop
Haust was afkomstig uit een bescheiden milieu en leed onder de vroege dood van zijn vader. Nadat hij in 1885 zijn middelbare studies had beëindigd aan het Sint-Franciscuscollege van Verviers ging hij naar de École Normale des Humanités, de normaalschool verbonden aan de Universiteit van Luik, en behaalde er in 1889 de graad van geaggregeerde in de klassieke filologie.
Haust kreeg onderwijsopdrachten in La Louvière, Nijvel en Gent alvorens hij in 1892 benoemd werd aan het Luikse atheneum. Hij was er gedurende bijna dertig jaar leraar Latijn.
Nadat hij door minister van Kunsten en Wetenschappen Destrée was gedetacheerd werd Haust in 1920 op diens voordracht benoemd tot docent aan de Luikse universiteit waar hij de nieuwe leerstoel Taalkundige studie van de Waalse dialecten creëerde. In 1930 nam hij de cursus Geschiedenis van de Waalse literatuur over van Jules Feller. In 1932 werd Haust benoemd tot hoogleraar aan de universiteit en bleef in functie tot aan zijn emeritaat in 1938.
Haust overleed in 1946 op 78-jarige leeftijd. In Luik en in Ottignies-Louvain-la-Neuve werd een straat naar hem vernoemd.

## Haust als dialectoloog

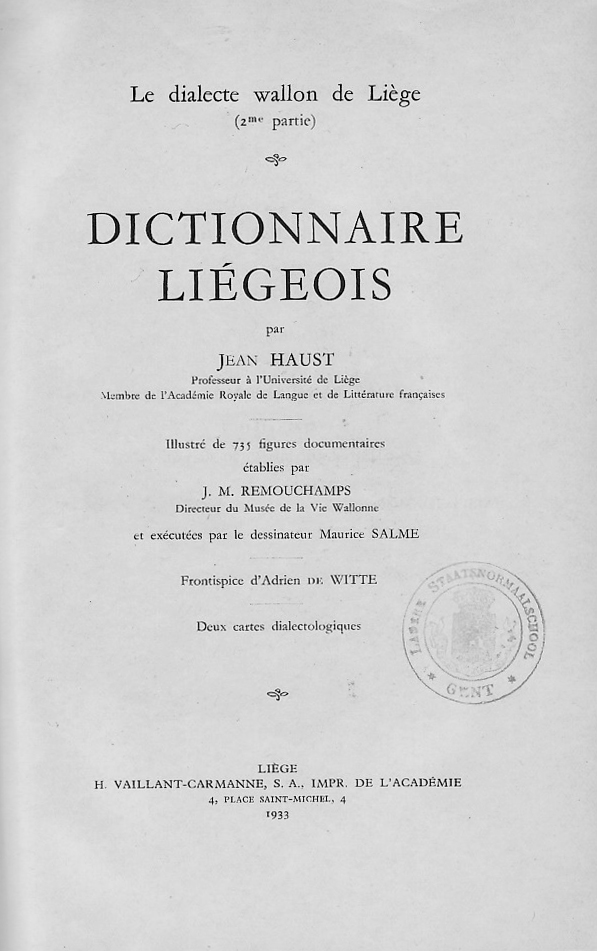
Omslag van Hausts Dictionnaire liégeois (1929-1933)

Vanaf het moment dat hij afgestudeerd was, richtte Haust zich voornamelijk op de dialectologie en meer bepaald de studie van de dialecten van de provincie Luik. Zijn eerste studie verscheen in 1892 in het tijdschrift Mélanges wallons en behandelde de studie van de spreektaal in het noorden en het zuidoosten van de provincie. In 1897 werd hij lid van de Société liégeoise de littérature wallonne, de Luikse vereniging ter bevordering van de Waalse literatuur en was van 1901 tot 1927 secretaris van de vereniging.
In 1913 was Haust nauw betrokken bij de oprichting van het Museum van het Waalse Leven te Luik. In 1920 werd hij voorgedragen als lid van de op te richten Académie royale de langue et de littérature françaises de Belgique en in 1926 was hij een van de eerste leden van de net opgerichte Koninklijke Commissie voor Toponymie en Dialectologie. Ook op het gebied van de etymologie was Haust actief. Zijn werk Étymologies wallonnes et françaises won in 1923 de Prix Volney van het Institut de France.
Zijn levenswerk was het opzetten van een taalkundige atlas van Wallonië die gebaseerd was op een vragenlijst van zowat 2100 vragen die hij hiervoor had opgesteld. Tijdens zijn leven kon Haust nog vier voorlopige kaarten publiceren maar het was pas in 1953, bijna zeven jaar na zijn dood, kon zijn leerling en opvolger Louis Remacle het eerste deel van de Atlas linguistique de la Wallonie publiceren. In 2006 verscheen het negende van in totaal twintig delen van de atlas.
Het voornaamste werk dat Haust zelf publiceerde was een triptiek van Luikse dialectwoordenboeken.

## Werken (selectie)
- Les Parlers du nord et du sud-est de la province de Liège in Mélanges wallons offerts à Maurice Wilmotte (1920)
- Étymologies wallonnes et françaises (1923, Prix Volney van het Institut de France)
- Le Toponyme ardennais fa (fè, fwè) (1937, Académie royale de langue et de littérature françaises)
- Édition critique d'un Médicinaire liégeois du XIIIe siècle et d'un Médicinaire namurois du XVe siècle (1941, ibid.)
- Enquête dialectale sur la toponymie wallonne (1940-1941)
- La Houillerie liégeoise : vocabulaire philologique et technologique de l'usage moderne dans le bassin de Seraing-Jemeppe-Flémalle (1925-1926)
- Triptiek gewijd aan het Luikse dialect:
  - Dictionnaire des rimes (1927),
  - Dictionnaire liégeois (2 delen, 1929-1933),
  - Dictionnaire français-liégeois (postuum, 1948)